# Hüller Hille
Die Hüller Hille GmbH ist ein deutsches Unternehmen auf dem Gebiet des Werkzeugmaschinenbaus. Hüller Hille hat sich auf 4- und 5-Achs-Bearbeitungszentren spezialisiert und vermarktet seine Maschinen hauptsächlich für Anwendungen im Automobil-, Nutz- und Luftfahrzeugbau.

## Geschichte

### Karl Hüller GmbH
Im Jahr 1923 gründete Karl Hüller das Unternehmen Vorrichtungsbau AG in Ludwigsburg, das später in Karl Hüller GmbH umbenannt wurde. Dieses stellte Vorrichtungen, Schnitt- und Gesenkwerkzeuge, sowie Bohreinheiten her. Mit einer einzelnen Gewindeschneidmaschine begründete Hüller 1931 den zukünftigen Bau von Sondermaschinen. Noch in den 1930er Jahren begann der Bau von Rundschalttisch-Maschinen, hydraulischen Steuerungen und größerer halbautomatischer Fertigungsstraßen. Nach Beginn des Zweiten Weltkrieges wurden insbesondere Sondermaschinen für die Bearbeitung von Kurbel- und Getriebegehäusen gebaut, welche für die Ausrüstung des Heeres und der Luftwaffe benötigt wurden. Nach dem Kriege zählten unter anderem Carl Zeiss und Opel zu den Kunden, die mit Schleif- und Läppmaschinen für die Bearbeitung von Brillengläsern, beziehungsweise ganzen Transferstraßen für die Bearbeitung von Getriebegehäusen beliefert wurden. Erst 1954 wurden Standardwerkzeugmaschinen wie Konsolfräsmaschinen, Drehautomaten und Bohrautomaten in das Produktprogramm aufgenommen. Firmengründer Hüller verstarb 1965.

### Maschinenfabrik Diedesheim
Neben der Karl Hüller GmbH ist die Maschinenfabrik Diedesheim aus dem Mosbacher Stadtteil Diedesheim ein zweites Vorgängerunternehmen von Hüller Hille, ihr Gründungsdatum wird offiziell auch als Gründungsdatum von Hüller Hille genannt. Die Maschinenfabrik Diedesheim entstand 1947 aus den Resten einer demontierten Fertigungsanlage des Daimler-Benz-Konzerns in Obrigheim, der zu Kriegszeiten an diesem Standort Komponenten für den Flugmotorenbau herstellte. Tatsächlich hatte man die Fertigung von Kurbelgehäusen, Zylinderköpfen, Zylinderblöcken und Apparateträgern erst Mitte 1944 von Genshagen in Brandenburg nach Obrigheim verlagert. Der ehemalige Leiter des Rechnungswesens bei Daimler-Benz entschloss sich nach dem Abbau der Fertigungsanlagen zur Gründung eines neuen Unternehmens und beschäftigte in den ersten Jahren zwischen 30 und 50 Mitarbeiter, die zu großen Teilen ehemalige Beschäftigte von Daimler-Benz waren. Während sich der Betrieb in der Anfangszeit auf die Herstellung von Kfz-Ersatzteilen und die Überholung alter Werkzeugmaschinen beschränkte, begann man ab 1949 mit dem Bau eigener Revolverbohrmaschinen und anderer Sondermaschinen. Namhafte Unternehmen im Bereich des Fahrzeug- und Motorenbaus wie Daimler-Benz, NSU, Klöckner-Humboldt-Deutz und Lanz zählten bald zu den Kunden der Maschinenfabrik Diedesheim. In den folgenden Jahrzehnten wurde das Produktspektrum erweitert, so wurde 1975 die erste Vertikaldrehmaschine mit numerischer Steuerung fertiggestellt. Im Jahr 1984 verlor die Maschinenfabrik ihre Unabhängigkeit und wurde von Thyssen Maschinenbau übernommen.

### Zusammenführung unter Thyssen
Nach einer Übernahme 1975 gehörte die Ludwigsburger Karl Hüller GmbH zu Rheinstahl (später Thyssen). Zu diesem Zeitpunkt gehörte zu Rheinstahl bereits das Werkzeugunternehmen Hille Henschel, welches mit Karl Hüller zur Hüller Hille GmbH vereinigt wurde. Unter Thyssen erfolgte ab 1994 die Zusammenführung von Hüller Hille und der Maschinenfabrik Diedesheim. Das fusionierte Unternehmen firmierte weiter als Hüller Hille GmbH. Im Jahr 2003 erfolgte die Gründung der ThyssenKrupp MetalCutting GmbH, in der alle Hersteller von Zerspanungsmaschinen innerhalb des ThyssenKrupp-Konzerns zusammengefasst wurden. Durch eine Übernahme der ThyssenKrupp MetalCutting GmbH durch das US-amerikanische Unternehmen Maxcor endete 2005 die deutsche Eigentümerschaft der assoziierten Unternehmen, darunter auch Hüller Hille. Maxcor gründete daraufhin das Unternehmen MAG Industrial Automation, in das Hüller Hille eingegliedert wurde. Erzielte die Hüller Hille GmbH noch im Jahr 2008 einen Umsatz in Höhe von 102 Millionen Euro, so ging dieser im Folgejahr um über 45 % auf 56 Millionen Euro zurück. Trotz diesen starken Umsatzeinbruchs im zeitlichen Umfeld der weltweiten Finanzkrise konnte Hüller Hille 2011 den größten Einzelauftrag seiner Geschichte verzeichnen, als Foxconn 100 Bearbeitungszentren orderte. Drei Jahre später, 2014, trennte sich MAG von seiner Sparte Industrial Equipment und veräußerte diesen an die taiwanesische Fair Friend Group (FFG). Hiervon war abermals Hüller Hille betroffen. Unabhängig von diesem Verkauf wurde die restliche MAG-Gruppe 2015 vollständig von FFG übernommen und besteht heute unabhängig von Hüller Hille weiter.

### Entwicklung nach dem Verkauf durch ThyssenKrupp
Ein weiterer Verkauf von Hüller Hille wurde 2017 vollzogen, als das Unternehmen mit seinem Diedesheimer Standort von der Zuse Holding GmbH übernommen wurde. Zuse selbst ist eine Beteiligungsgesellschaft, die durch die CW Group aus Hongkong gesteuert wird. Diese Übernahme hatte eine Umfirmierung zur Zuse Hüller Hille Werkzeugmaschinen GmbH zur Folge. Zuvor war der Standort Diedesheim von FFG aufgegeben worden und auf eine Schließung vorbereitet worden. Doch auch bald nach der Übernahme durch Zuse wurde Kritik am neuen Investor laut. Laut Medienberichten wurde der Geschäftsführer 2018 kurzfristig entlassen, Kundenaufträge seien nicht mehr bedient worden und Gehaltszahlungen an Mitarbeiter seien 2019 nicht getätigt worden oder hätten sich verspätet. Laut einer Aussage eines Betriebsrates gäbe es Informationen darüber, dass der Investor William Wong, Managing Director von Zuse und Chairman und CEO der CW Group, in Singapur ein neues Unternehmen im Bereich des Werkzeugmaschinenbaus gegründet habe, dessen Produkte unter dem Namen Zuse verkauft würden. Ein Vertreter der IG Metall bezeichnete diesen Vorgang als einen „Know-how-Diebstahl“. Zeitgleich meldete die börsennotierte CW Group Insolvenz an. Am 18. April 2019 beantragte auch Zuse Hüller Hille Insolvenz, nachdem bereits zuvor ein Fremdantrag auf Insolvenz gestellt worden war. Als ein neuer Investor konnte im Juni 2019 eine deutsche Tochter des Beteiligungsunternehmens Visionmax Asset Management Co. Ltd. vorgestellt werden, Visionmax unterhält seinen Hauptsitz in Peking und war vormals bereits indirekt an einem Joint Venture mit der CW Group beteiligt.

### Rückfirmierung zur Hüller Hille GmbH
Zum 1. Oktober 2019 wurde das Unternehmen von der Visionmax Germany GmbH, einer Tochter des chinesischen Investors Visionmax Asset Management Co. Ltd., übernommen und erhielt wieder seinen ursprünglichen Firmennamen „Hüller Hille“. Die Visionmax Capital Group mit Hauptsitz in Peking wurde 2006 gegründet und verwaltet und investiert in ein ausgewogenes Portfolio von Vermögenswerten.